# Валентин Йотов
Валентин Йотов (болг. Валентин Йотов; 6 вересня 1988, Плевен) — болгарський шахіст, гросмейстер від 2008 року.

## Шахова кар'єра
Кілька разів у своїй кар'єрі представляв Болгарію на чемпіонатах світу i Європи серед юніорів у різних вікових категоріях, найкращий результат показав 2004 року в Іракліоні, де в категорії до 16 років поділив 6-те місце. Того самого року поділив 2-ге місце (позаду Маріуса Манолаке, разом із, зокрема, Володимиром Лазарєвим) у Падроні. У 2005 році переміг у Лієнці (разом з Альбертом Бокрошем i Владиславом Неведничим) а також в Вілагарсія-де-Ароуса (разом з Аріамом Абреу Дельгадо i Чіпріаном-Костіке Наною). 2006 року досягнув одного з найвищих успіхів у своїй кар'єрі до того часу, перемігши у фіналі чемпіонату Болгарії в особистому заліку, що відбувся в Свиленграді (а також виконавши першу гросмейстерську норму). Також у 2006 році поділив 1-ші місця на турнірах за швейцарською системою: у Ферролі (разом із, зокрема, Алексою Стріковичем, Юліаном Радульським i Ілмарсом Старостітсом), а також у Камбадосі (разом із Маріусом Манолаке i Владіміром Дімітровим). У 2007 році знову поділив 1-ше місце в Камбадосі (разом із Красіміром Русєвим i Ілмарсом Старостітсом), а також виконав дві гросмейстерські норми підряд, у Нойхаузені та на чемпіонаті Гранади. 2008 року досягнув чергового успіху, перемігши на відкритому чемпіонаті Болгарії, який відбувся в Пловдиві, а також поділивши 1-ше місце в Мюлузі (разом із Жаном-Ноелем Ріффом i Матьє Корнеттом). У 2009 році поділив 1-ше місце в Сонячному Березі (разом із Момчілом Ніколовим i Гергеєм-Андрашем-Дьюлою Сабо). 2010 року здобув бронзову нагороду чемпіонату Болгарії.
Неодноразово представляв Болгарію на командних змаганнях, зокрема: тричі на шахових олімпіадах (2006, 2008, 2014) а також двічі на командних чемпіонатах Європи (2003, 2009).
Найвищий рейтинг Ело дотепер мав станом на 1 липня 2009 року, досягнувши 2603 пунктів, посідав тоді 5-те місце серед болгарських шахістів.

## Зміни рейтингу
| На цьому місці має відображатися графік чи діаграма, однак з технічних причин його відображення наразі вимкнено. Будь ласка, не видаляйте код, який викликає це повідомлення. Розробники вже працюють для того, щоби відновити штатне функціонування цього графіка або діаграми. | |
| | На цьому місці має відображатися графік чи діаграма, однак з технічних причин його відображення наразі вимкнено. Будь ласка, не видаляйте код, який викликає це повідомлення. Розробники вже працюють для того, щоби відновити штатне функціонування цього графіка або діаграми. |